# Nynäshamns distrikt
Nynäshamns distrikt är ett distrikt i Nynäshamns kommun och Stockholms län. 
Distriktet ligger omkring Nynäshamn. 

## Tidigare administrativ tillhörighet
Distriktet inrättades 2016 och utgörs av området som Nynäshamns stad omfattade till 1971.
Området motsvarar den omfattning Nynäshamns församling hade 1999/2000 och fick 1947 efter utbrytning ur Ösmo församling.